# L'allegra compagnia del sogno
L'allegra compagnia del sogno (The Unlimited Dream Company) è un romanzo dello scrittore inglese James Graham Ballard, pubblicato nel 1979 e giunto l’anno successivo nella rosa dei tre finalisti al Premio John Wood Campbell Memorial per il miglior romanzo di fantascienza dell'anno.
L'opera è stata ristampata in Italia nel 2019 con il titolo Sogno S.p.A.

## Trama
Un uomo di nome Blake, che lavora con mansioni di pulizia in un aeroporto di Londra e probabilmente è malato di mente, trafuga un aeroplano monoposto Cessna e, non essendo in grado di manovrarlo, precipita nel Tamigi all’altezza della cittadina di Shepperton. Al suo quasi annegamento, o alla sua morte effettiva (nella trama ci sono elementi che autorizzano il lettore a propendere sia per un’ipotesi che per l’altra) assistono la dottoressa Miriam St Cloud e alcune altre persone, fra le quali l’anziana madre del medico, tre bambini handicappati e un prete.
Blake è convinto che qualcuno gli abbia praticato una respirazione bocca a bocca che l’ha salvato dalla morte; Miriam sostiene che lui sia letteralmente tornato in vita dal momento che è rimasto sott’acqua per undici minuti; ma le testimonianze sulla durata di questo momento divergono. 
Blake cerca di ricostruire a chi appartengano le impronte di mani impresse sul suo torace sotto forma di lividi per capire chi gli ha salvato la vita. Ben presto scopre di possedere poteri soprannaturali: è in grado di volare e di insegnare a volare, le gocce del suo sangue guariscono persone affette da diverse malattie, e riesce a incorporare all’interno del proprio corpo alcuni abitanti di Shepperton.  Considera una propria missione avvertire la cittadina del disastro totale che incombe, da lui intravisto forse sotto forma di premonizione prima dell’impatto dell’aereo nel fiume.
Anche quando il cacciatore Stark lo abbatte con un colpo di fucile nel cuore, uccidendo pure la dottoressa St Cloud che impara a volare da lui, Blake non muore; ma forse tutto ciò che vive è soltanto la descrizione di qualcosa che accade dopo la sua morte per annegamento all’interno del Cessna.

## Critica
Shepperton, un sobborgo di Londra in cui si trovano gli omonimi studi cinematografici,  è la cittadina in cui Ballard ha abitato dal 1960 fino alla morte nel 2009.
Sono evidenti alcuni paralleli tra il romanzo di Ballard e il Milton: a Poem di William Blake, il cui nome è utilizzato anche per il personaggio principale; sono palesi citazioni alcune descrizioni di Londra che riecheggiano esplicitamente passaggi del Milton, come pure la trasformazione super-umana del protagonista che richiama i versi con cui il poema termina.

## Edizioni
- (EN) J. G. Ballard, The Unlimited Dream Company, 1ª ed., Londra, Jonathan Cape, 1979, ISBN 0-09-976941-7.
- J. G. Ballard, L'allegra compagnia del sogno, traduzione di Luca Briasco, collana Vintage, Roma, Fanucci, 2007, ISBN 978-88-347-1353-2.
- J. G. Ballard, Sogno S.p.A., traduzione di Luca Briasco, Universale economica, Milano, Feltrinelli, 2019, ISBN 9788858834886.